# إيدا ستورم
إيدا ستورم (بالسويدية: Ida Storm)‏ هي منافسة ألعاب القوى سويدية، ولدت في 11 أكتوبر 1991 في لوند في السويد.

## وصلات خارجية
- إيدا ستورم على موقع الاتحاد الدولي لألعاب القوى (الإنجليزية)